# صبحدم مرغ چمن با گل نوخاسته گفت
غزلی با مطلع «صبحدم مرغ چمن با گل نوخاسته گفت»، غزل شمارهٔ ۸۱ از دیوانِ حافظ در تصحیحِ محمد قزوینی و قاسم غنی است.

## در اجراها
ایرج در برنامهٔ شمارهٔ ۲۸ از مجموعهٔ گل‌های تازه این غزل را در دستگاهِ ماهور اجرا کرده‌است.